# Nicolae Grigore
Nicolae Grigore (ur. 19 lipca 1983 w Buftei) – piłkarz rumuński grający na pozycji defensywnego pomocnika. W reprezentacji Rumunii zadebiutował w 2009 roku. Do tej pory zaliczył w niej jeden występ.